# Književnost u 1854.
◄◄ | ◄ | 1851. | 1852. | 1853. | 1854.  | 1855. | 1856. | 1857. | ► | ►►
Arhitektura • Astronomija • Biologija • Fotografija • Glazba • Kazalište • Kemija • Kiparstvo • Knjige • Književnost • Kršćanstvo • Meteorologija • Medicina • Politika • Pravo • Promet • Slikarstvo • Šport • Znanost • Željeznički promet
Književnost u 1854.

## Svijet

### Rođenja
- 20. listopada – Arthur Rimbaud, francuski pjesnik (* 1891.)

## Hrvatska i u Hrvata

### Rođenja
- 6. lipnja – Ante Kovačić, hrvatski romanopisac i pjesnik († 1889.)
- 26. listopada – Ksaver Šandor Gjalski, hrvatski književnik († 1935.)

## Vanjske poveznice
|  | Zajednički poslužitelj ima još gradiva o temi Književnost u 1854. |